# Чибинеев, Валерий Викторович
Валерий Викторович Чибинеев (укр. Валерій Вікторович Чибінєєв; 3 марта 1988, Бердянск, Запорожская область — 3 марта 2022, около Гостомель, Киевская область) — украинский военный, капитан Вооружённых сил Украины, командир роты снайперов 79 отдельной десантно-штурмовой бригады. Являлся сотрудником Главного управления разведки Министерства обороны Украины. Герой Украины (2016).

## Биография
Родился 3 марта 1988 в Бердянске. Рано потерял родителей, поэтому воспитывался в школе-интернате.
После 9 классов поступил в запорожский военного лицей «Защитник». После школы окончил Одесскую академию сухопутных войск. В 2010 году в звании лейтенанта вступил на службу в ряды 79-й бригады.
Его брат — Роман Чибинеев, также военнослужащий ВСУ, погиб в бою в 2019 году.

### Война на Донбассе
Капитан Валерий Чибинеев участвовал в боевых действиях с первых дней войны на востоке Украины. В составе 1 аэромобильно-десантного батальона участвовал в освобождении Красного Лимана Донецкой области.
В июне 2014 года в районе посёлка Бирюково Луганской области подразделение, возглавляемое капитаном Чибинеевым, уничтожило диверсионно-разведывательную группу противника и взяло двух пленных. Вблизи посёлка Изварино Луганской области в июле того же года, вместе со своими товарищами вытащил из подбитого танка трёх военнослужащих. В январе 2015 года оборонял Донецкий аэропорт вблизи его взлётной полосы.
В июле 2016 года во время выполнения боевого задания на наблюдательном посту вблизи Авдеевки в ходе успешно проведённых операций группами снайперов под руководством капитана были уничтожены расчёты пулемётов и гранатомётов и один снайпер — всего 12 подтверждённых целей. В конце этого же месяца получил ранения в результате обстрела позиций артиллерией противника. Несмотря на это, продолжал руководить подразделением, что позволило ВСУ удержать позиции.
Наградные атрибуты звания «Герой Украины» капитану Валерию Чибинееву были вручены Президентом Украины Петром Порошенко во время парада на Крещатике по случаю 25-й годовщины независимости Украины 24 августа 2016 года.

### Полномасштабное российское вторжение
3 марта 2022 года Валерий погиб при исполнении воинских обязанностей. На следующий день Главное управление разведки Министерства обороны Украины сообщило, что Чибинеев (наряду с Денисом Киреевым), будучи его сотрудником, погиб, выполняя «специальное задание».

## Награды
- Звание Герой Украины с вручением ордена «Золотая Звезда» (23 августа 2016) — «за мужество, героизм и высокий профессионализм, проявленные в защите государственного суверенитета и территориальной целостности Украинского государства, верность военной присяге»[8].